# Ebersbach (bei Großenhain)
Ebersbach ist eine Gemeinde im Landkreis Meißen im Freistaat Sachsen. Sie ist eine der flächenmäßig größten Gemeinden des Landkreises.

## Geographie
Die Gemeinde liegt in der Großenhainer Pflege. Große Teile des Landschaftsschutzgebietes Mittlere Röderaue und Kienheide liegen auf dem Gebiet der Gemeinde. Die Nachbarstädte sind die Stadt Großenhain (10 km), Radeburg (5 km) und Meißen (15 km).

### Gemeindegliederung
Zur Gemeinde gehören die amtlichen Ortsteile:
- Beiersdorf
- Bieberach
- Cunnersdorf
- Ebersbach (Nieder-, Mittel- und Oberebersbach)
- Ermendorf
- Freitelsdorf
- Göhra
- Hohndorf
- Kalkreuth
- Lauterbach
- Marschau
- Naunhof
- Reinersdorf
- Rödern (Nieder- und Oberrödern)

### Nachbargemeinden
Ebersbach ist gänzlich von Städten und Gemeinden des Landkreises Meißen umgeben. Dies sind Lampertswalde im Norden, Schönfeld im Nordosten, Thiendorf im Osten, Radeburg im Südosten, Moritzburg im Süden, Niederau im Südwesten, Priestewitz im Westen und Großenhain im Nordwesten.

## Geschichte
Kalkreuth wurde Anfang des 13. Jahrhunderts erstmals urkundlich erwähnt.
Am 1. September 1961 wurde die Gemeinde Ebersbach durch den Zusammenschluss der Vorgängergemeinden Niederebersbach und Ober- und Mittelebersbach gebildet. Am 1. Januar 1994 wurden mehrere früher selbstständige Orte eingemeindet. Am 1. Januar 1998 wurde Naunhof eingegliedert. Am 1. Januar 1999 folgten Beiersdorf und Reinersdorf.

### Eingemeindungen
| Ehemalige Gemeinde        | Datum             | Anmerkung                                                                  |
| ------------------------- | ----------------- | -------------------------------------------------------------------------- |
| Beiersdorf                | 1. Januar 1999    |                                                                            |
| Bieberach                 | 1. Januar 1994    |                                                                            |
| Cunnersdorf               | 1. Januar 1973    | Zusammenschluss mit Freitelsdorf zu Freitelsdorf-Cunnersdorf               |
| Ermendorf                 | 1. Juli 1950      | Eingemeindung nach Beiersdorf                                              |
| Freitelsdorf              | 1. Januar 1973    | Zusammenschluss mit Cunnersdorf zu Freitelsdorf-Cunnersdorf                |
| Freitelsdorf-Cunnersdorf  | 1. Januar 1994    |                                                                            |
| Göhra                     | 1. Januar 1995    | Umgemeindung von Weßnitz nach Reinersdorf, 1973 Eingemeindung nach Weßnitz |
| Hohndorf                  | 1. Juli 1950      | Eingemeindung nach Beiersdorf                                              |
| Kalkreuth                 | 1. Januar 1994    |                                                                            |
| Lauterbach                | 1. Juli 1948      | Eingemeindung nach Beiersdorf                                              |
| Marschau                  | 1. April 1937     | Eingemeindung nach Lauterbach                                              |
| Naunhof                   | 1. Januar 1998    |                                                                            |
| Niederebersbach           | 1. September 1961 | Zusammenschluss mit Ober- und Mittelebersbach zu Ebersbach                 |
| Niederrödern              | 1. Juli 1950      | Zusammenschluss mit Oberrödern zu Rödern                                   |
| Oberrödern                | 1. Juli 1950      | Zusammenschluss mit Niederrödern zu Rödern                                 |
| Ober- und Mittelebersbach | 1. September 1961 | Zusammenschluss mit Niederebersbach zu Ebersbach                           |
| Reinersdorf               | 1. Januar 1999    |                                                                            |
| Rödern                    | 1. Januar 1994    |                                                                            |

## Politik

### Gemeinderat
Seit der Gemeinderatswahl am 9. Juni 2024 ist die Sitzverteilung wie folgt:
- CDU: 8 Sitze
- Freie Wählergemeinschaft Ebersbach: 6 Sitze
- AfD: 4 Sitze

| Insgesamt 18 Sitze - FWG: 6 - CDU: 8 - AfD: 4 | Partei/Liste    | 2024   | 2024   | 2019   | 2019   | 2014   | 2014   | 2009  | 2009  |
| Insgesamt 18 Sitze - FWG: 6 - CDU: 8 - AfD: 4 | Partei/Liste    | %      | Sitze  | %      | Sitze  | %      | Sitze  | %     | Sitze |
| Insgesamt 18 Sitze - FWG: 6 - CDU: 8 - AfD: 4 | CDU             | 46,5   | 8      | 40,2   | 8      | 51,1   | 10     | 49,6  | 10    |
| Insgesamt 18 Sitze - FWG: 6 - CDU: 8 - AfD: 4 | FWG             | 31,4   | 6      | 29,2   | 6      | 21,8   | 4      | 30,6  | 6     |
| Insgesamt 18 Sitze - FWG: 6 - CDU: 8 - AfD: 4 | AfD             | 22,1   | 4      | 18,3   | 3      | –      | –      | –     | –     |
| Insgesamt 18 Sitze - FWG: 6 - CDU: 8 - AfD: 4 | Feuerwehr       | –      | –      | 9,3    | 1      | 11,8   | 2      | 7,1   | 1     |
| Insgesamt 18 Sitze - FWG: 6 - CDU: 8 - AfD: 4 | FDP             | –      | –      | 3,0    | 0      | 8,3    | 1      | 3,8   | 0     |
| Insgesamt 18 Sitze - FWG: 6 - CDU: 8 - AfD: 4 | Linke           | –      | –      | –      | –      | 7,0    | 1      | 8,9   | 1     |
| Insgesamt 18 Sitze - FWG: 6 - CDU: 8 - AfD: 4 | Gesamt          | 100,0  | 18     | 100,0  | 18     | 100,0  | 18     | 100,0 | 18    |
| Insgesamt 18 Sitze - FWG: 6 - CDU: 8 - AfD: 4 | Wahlbeteiligung | 78,7 % | 78,7 % | 74,5 % | 74,5 % | 62,6 % | 62,6 % | –     | –     |

### Bürgermeister
Bürgermeister Falk Hentschel (CDU) wurde 2017 mit 66,2 Prozent der Stimmen in einer Stichwahl gewählt.
Hentschels Vorgängerin war Margot Fehrmann (CDU), die zuletzt 2010 mit 95,5 Prozent der Stimmen im Amt bestätigt wurde und 2017 nicht erneut antrat.
| Wahl | Bürgermeister   | Vorschlag | Wahlergebnis (in %) |
| ---- | --------------- | --------- | ------------------- |
| 2024 | Falk Hentschel  | CDU       | 56,8                |
| 2017 | Falk Hentschel  | CDU       | 66,2                |
| 2010 | Margot Fehrmann | CDU       | 95,5                |
| 2003 | Margot Fehrmann | CDU       | 98,3                |
| 1994 | Jörg Meißner    | Meißner   | 70,9                |

### Gemeindepartnerschaften
Partnergemeinden von Ebersbach sind Kalchreuth in Bayern und Krautheim in Baden-Württemberg.

## Verkehr
Durch Gemeindegebiet von Ebersbach verläuft von Norden (Kalkreuth) nach Osten (Rödern) die Staatsstraße 91. Die nächstgelegene Anschlussstelle an die A 13 befindet sich in Radeburg.
Die Große Röder fließt durch die Ortsteile Rödern, Freitelsdorf, Cunnersdorf, Bieberach und Kalkreuth. Drei Buslinien verbinden das Gemeindegebiet unter anderem mit Großenhain, Priestewitz, Coswig, Radeburg und Dresden.
Ebersbach besaß zu keinem Zeitpunkt einen eigenen Bahnanschluss. Je nach Ortsteil ist der nächstgelegene Bahnhof Großenhain Cottb Bf bzw. Lampertswalde an der Bahnstrecke von Priestewitz nach Cottbus oder Weinböhla an der Bahnstrecke Leipzig–Dresden. In Radeburg befindet sich der Endbahnhof der schmalspurigen Lößnitzgrundbahn.

## Sehenswürdigkeiten
- Rödernsche Heide
- Schloss und Park Lauterbach
- Schloss und Naturpark Naunhof
- Kirche Niederrödern aus dem Jahr 1651
- Jagdvilla im Schlosspark in Rödern, das bedeutende Renaissanceschloss wurde nach dem Zweiten Weltkrieg abgerissen
- Kirche in Niederebersbach
- Kirche in Oberebersbach aus dem Jahr 1220
- zahlreiche Fachwerkhäuser
- Gut Kalkreuth mit Schloss-, Schaf-, Wirtschaftshof

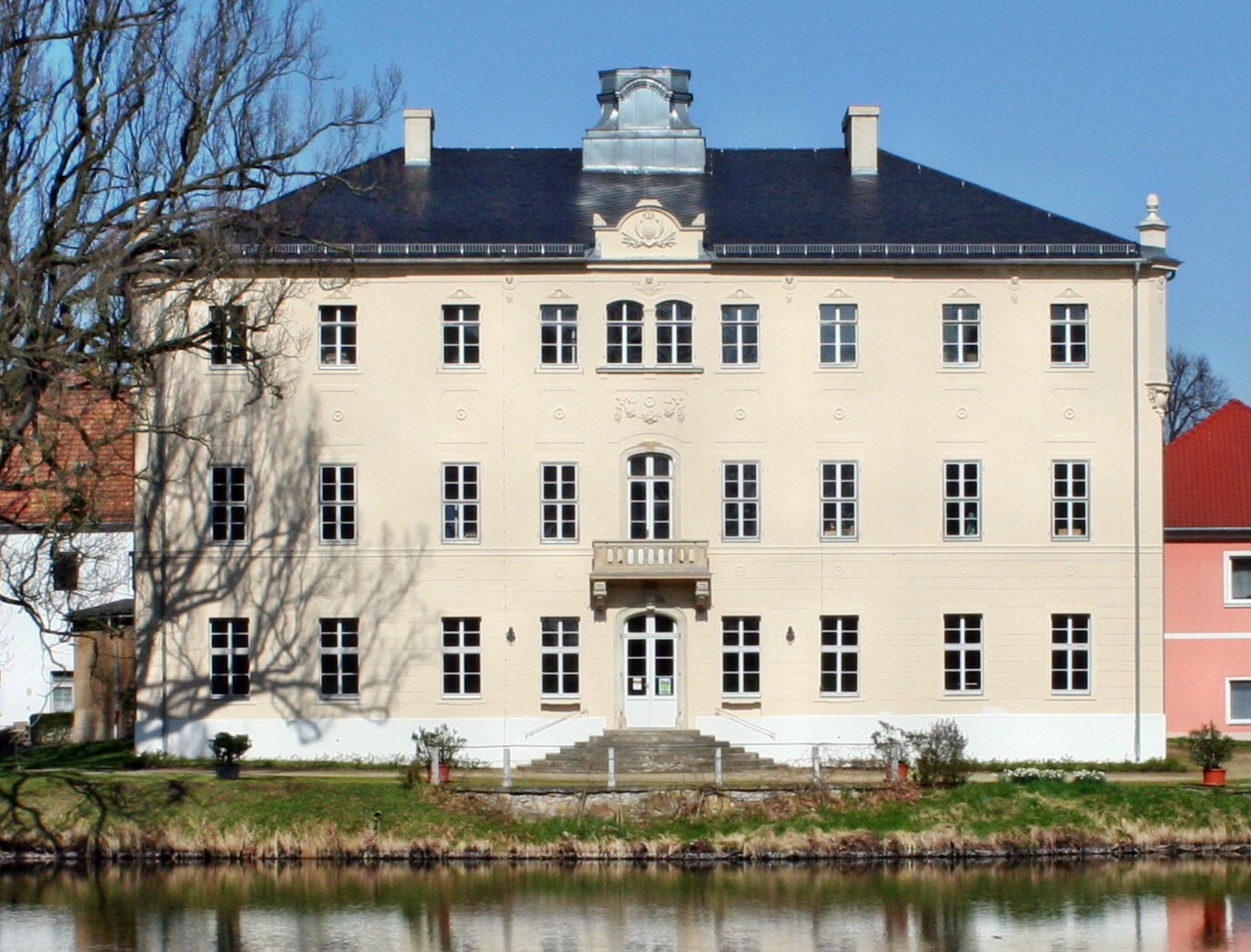
Schloss Lauterbach, Zustand April 2017
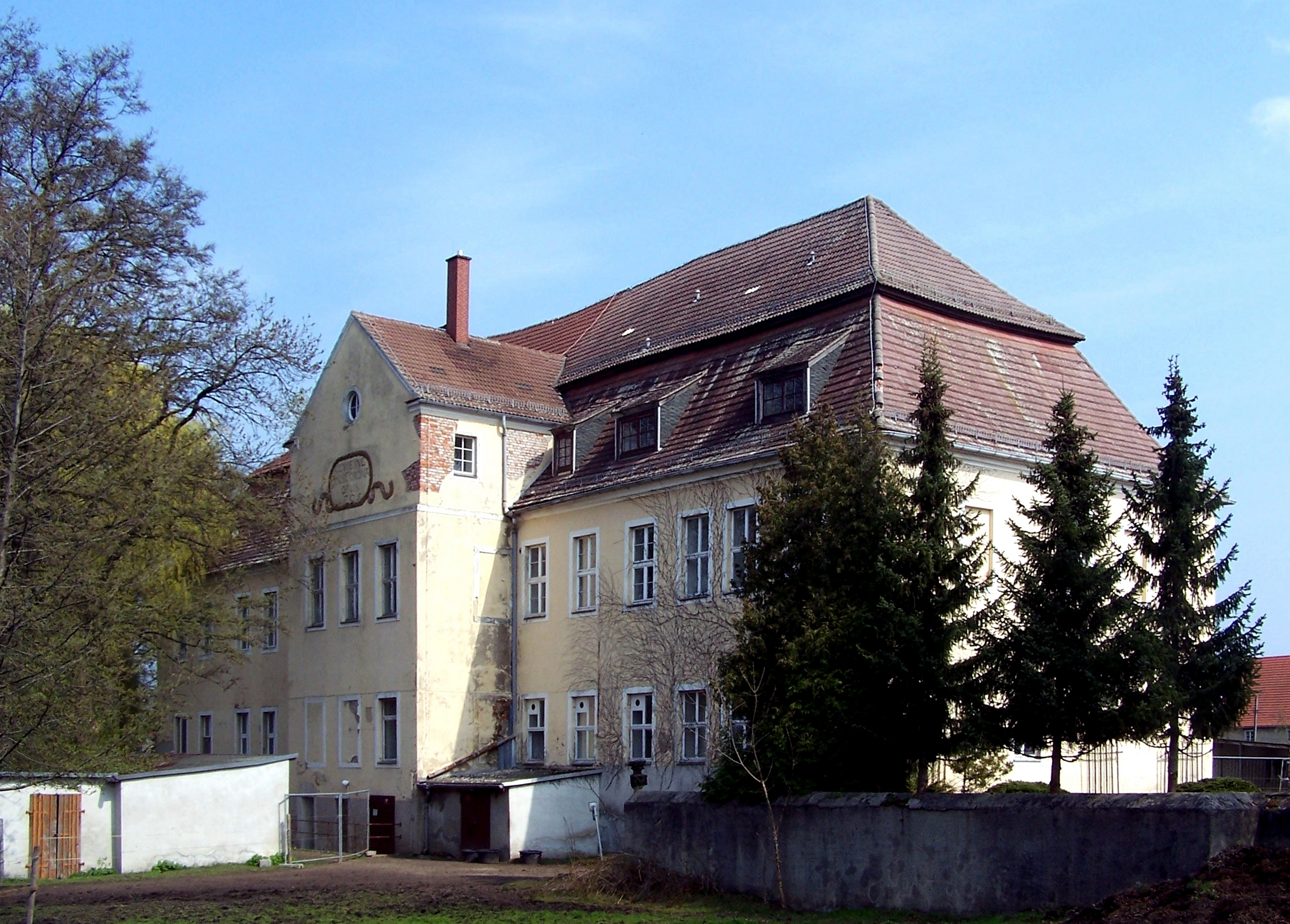
Schloss Naunhof
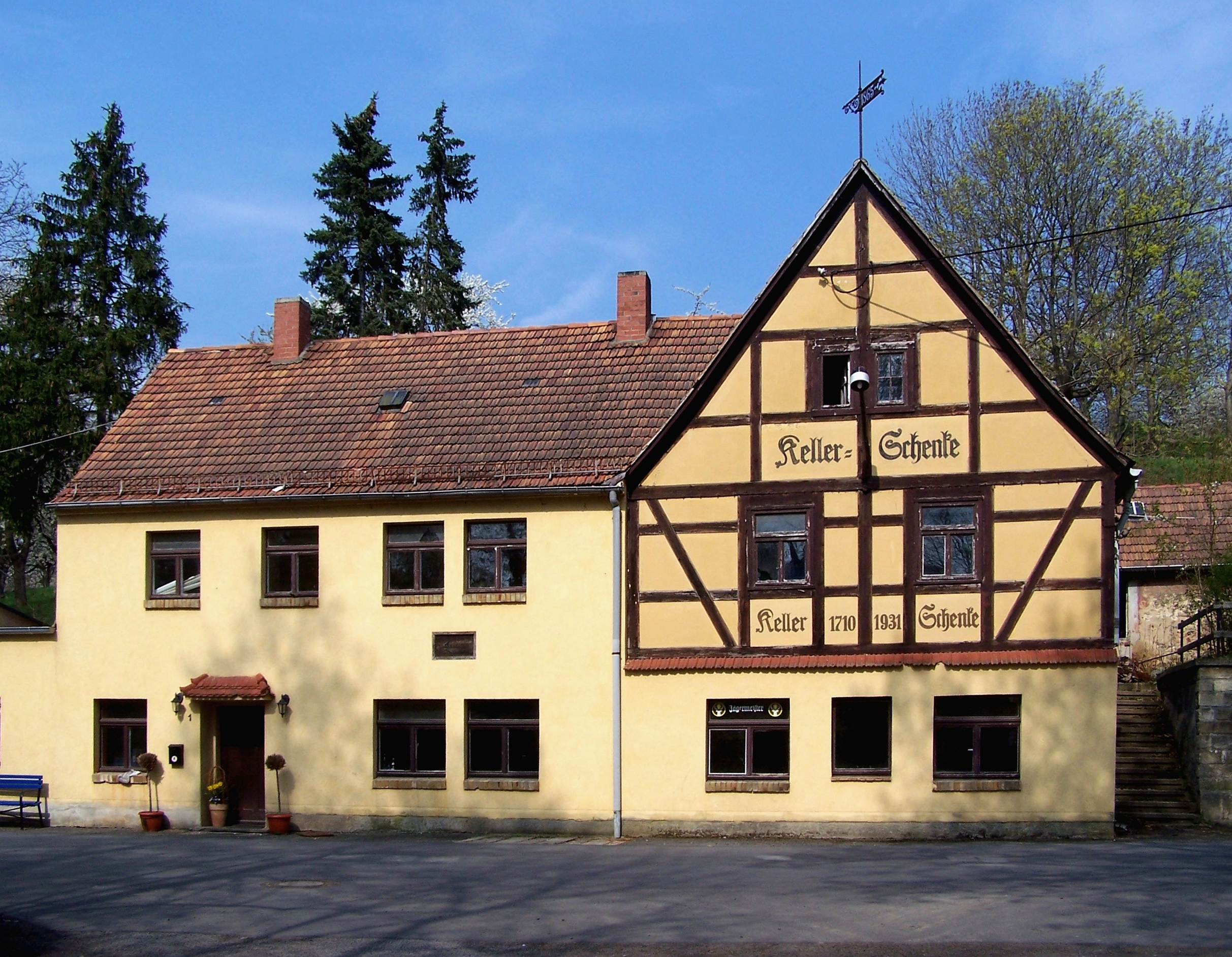
Kellerschenke Lauterbach
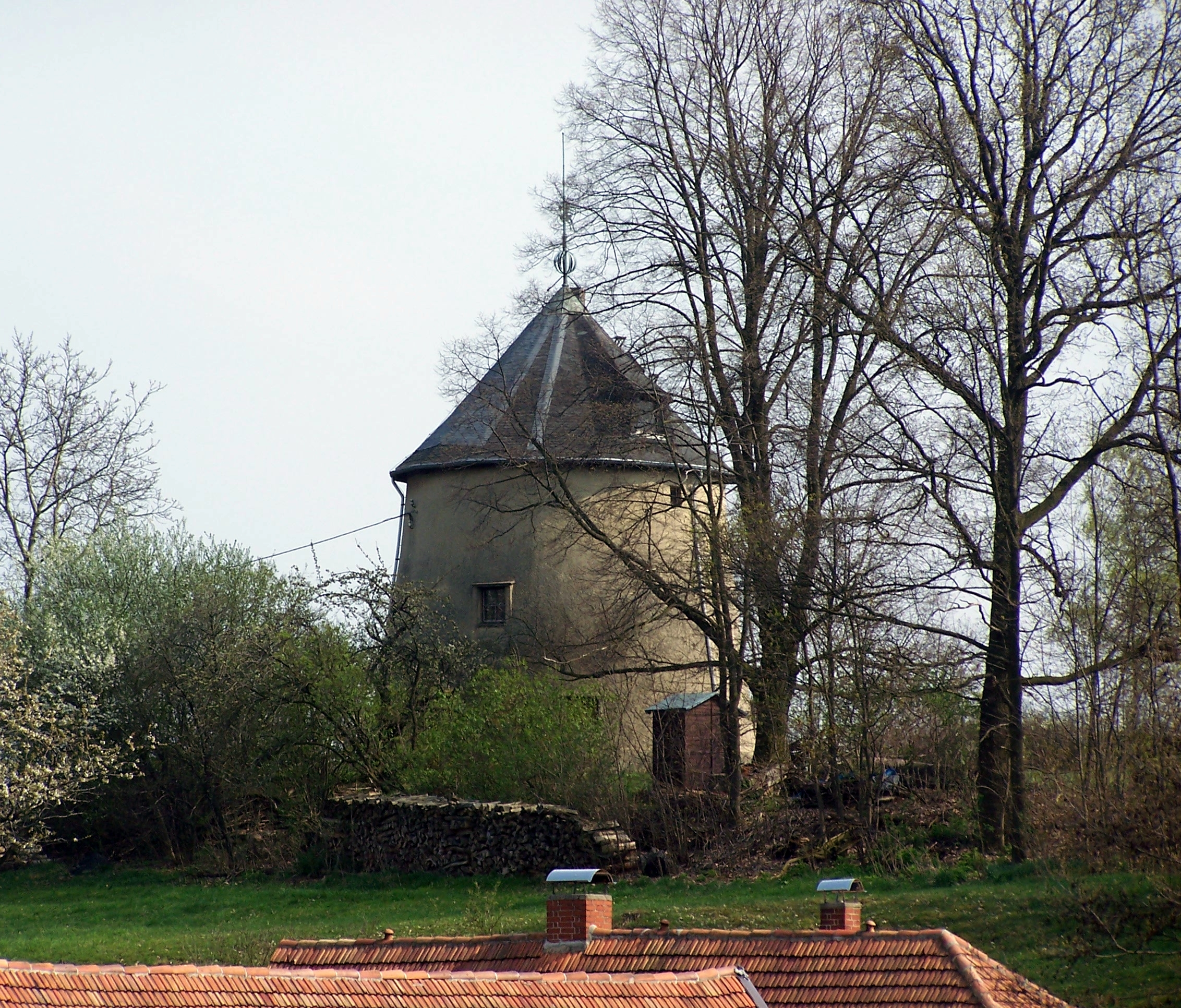
Windmühle Naunhof
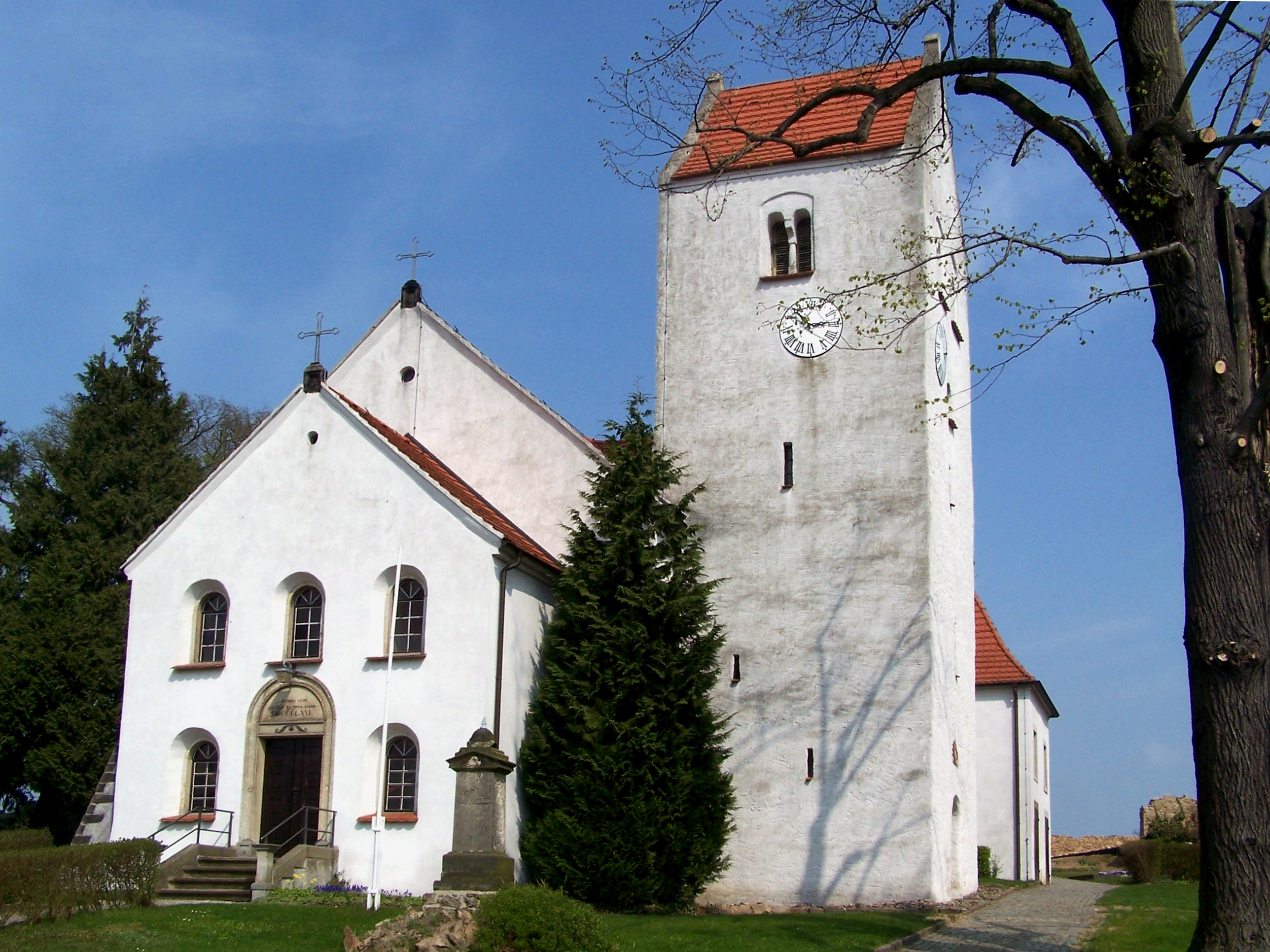
Kirche Naunhof
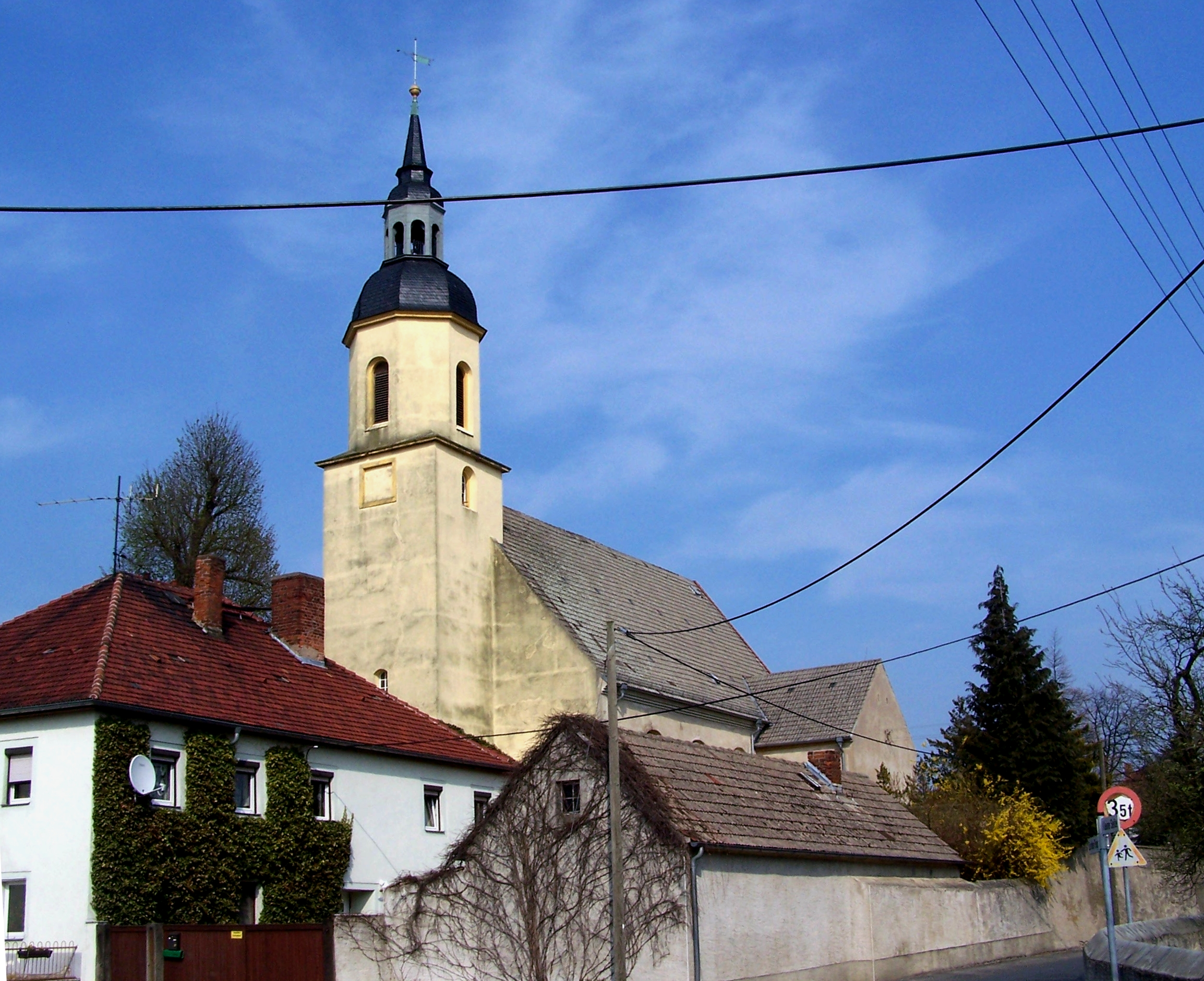
Kirche Reinersdorf
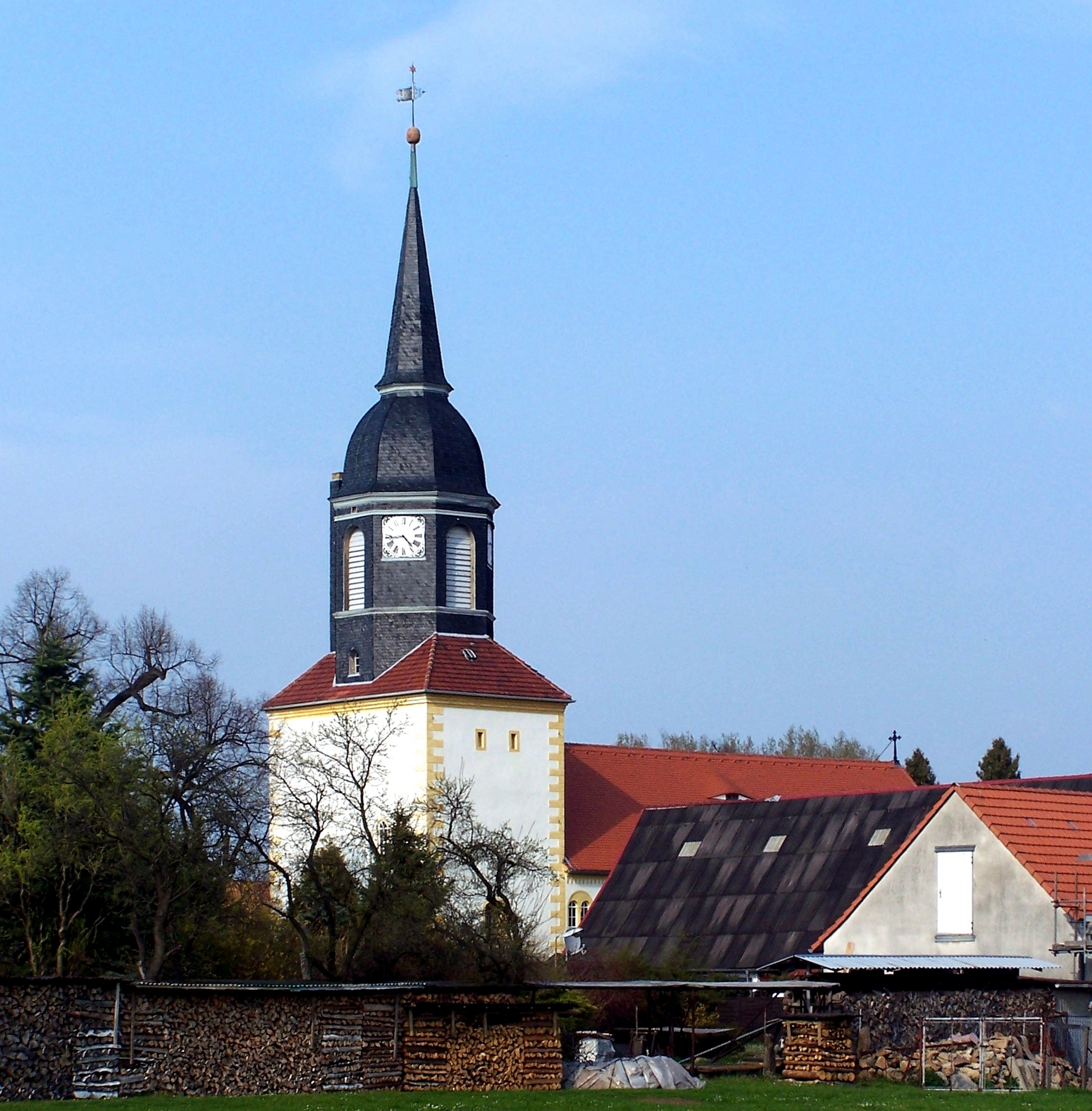
Kirche Oberebersbach
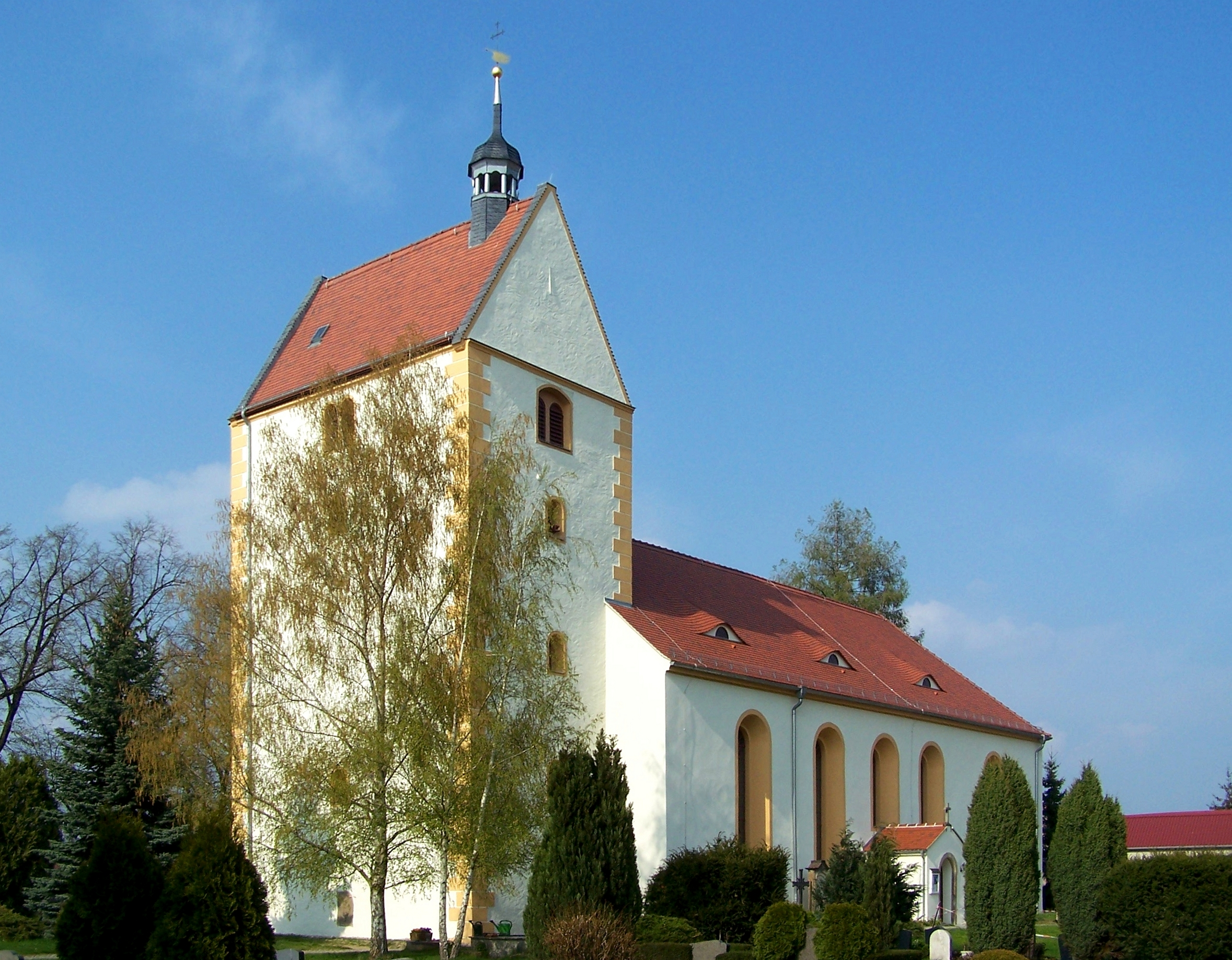
Kirche Niederebersbach

## Persönlichkeiten
- Christian Schütz (1526–1592), sächsischer Oberhofprediger, wirkte 1550 in Reinersdorf
- Johann Michael Francke (1717–1775), deutscher Bibliothekar
- Walter Woldemar Wilhelm (1886–nach 1945), sächsischer Wirtschaftsminister 1927, Besitzer von Schloss Lauterbach
- Albrecht Schultz (1919–2007), Manager
- Horst Rasch (* 1953), Politiker und 2002–2004 sächsischer Innenminister